# Pawieł Gorbunow
Pawieł Pietrowicz Gorbunow (ros. Павел Петрович Горбунов, ur. 24 grudnia 1885 w Kokczetawie, zm. 9 grudnia 1937) – radziecki działacz partyjny, zarządzający sprawami KC RKP(b) (1921-1922).
Miał wykształcenie średnie, był członkiem SDPRR, 1921-1922 pełnił funkcję zarządzającego sprawami KC RKP(b), później był członkiem Zarządu Banku Państwowego ZSRR. Do sierpnia 1937 szef Zarządu Kredytowania Organizacji Przemysłu Leśnego Banku Państwowego ZSRR.
25 sierpnia 1937 aresztowany, 9 grudnia 1937 skazany na śmierć przez Wojskowe Kolegium Sądu Najwyższego ZSRR "za przynależność do szpiegowskiej i niszczycielskiej organizacji trockistowskiej" i rozstrzelany. 20 czerwca 1956 pośmiertnie zrehabilitowany.